# خورشیدگرفتگی ۳۱ اوت ۱۹۷۰
خورشیدگرفتگی ۳۱ اوت ۱۹۷۰ (به انگلیسی: Solar eclipse of August 31, 1970) یک خورشیدگرفتگی از نوع خورشیدگرفتگی حلقه‌ای است. این خورشیدگرفتگی در تاریخ ۳۱ اوت ۱۹۷۰ میلادی (‎۹ شهریور ۱۳۴۹ خورشیدی) روی داد که زمان اوج آن، ساعت ۲۱:۵۵:۳۰ به‌وقت ساعت هماهنگ جهانی بوده‌است. مدت زمان و طول این خورشیدگرفتگی ۶ دقیقه و ۴۷ ثانیه بود.